# Vespadelus baverstocki
Vespadelus baverstocki és una espècie de ratpenat de la família dels vespertiliònids. És endèmic del centre d'Austràlia. El seu hàbitat natural són les zones boscoses, on nia en buits dels troncs i edificis abandonats. És una espècie en risc mínim, és a dir, no sembla que hi hagi cap amenaça significativa per a la seva supervivència. El nom específic d'aquest animal és en honor del zoòleg australià Peter R. Baverstock, en reconeixement de la seva recerca sobre la sistemàtica i l'evolució de la fauna d'Austràlia.

## Reproducció
Les femelles pareixen una sola cria.